# Records d'Asie d'athlétisme
Les records d'Asie d'athlétisme sont les meilleures performances réalisées par des athlètes de pays membres de l'Association asiatique d'athlétisme (AAA), sous la tutelle de World Athletics.

## Records d'Asie

### Hommes
| Discipline              | Performance | Athlète                                                                   | Compétition                                                  | Lieu                 | Date                      | Réf.        |
| ----------------------- | --- | ------------------------------------------------------------------------- | ------------------------------------------------------------ | -------------------- | ------------------------- | ----------- |
| 100 m                   | 9 s 83 (+0,9 m/s) | Su Bingtian                                                               | Jeux olympiques                                              | Tokyo                | 1er août 2021             | [ 1 ]       |
| 200 m                   | 19 s 88 (+0,9 m/s) | Xie Zhenye                                                                | London Grand Prix                                            | Londres              | 21 juillet 2019           | [ 2 ]       |
| 400 m                   | 43 s 93 | Youssef Masrahi                                                           | Championnats du monde                                        | Pékin                | 23 août 2015              |             |
| 800 m                   | 1 min 42 s 79 | Yusuf Saad Kamel                                                          | Meeting Herculis                                             | Monaco               | 29 juillet 2008           |             |
| 1 500 m                 | 3 min 29 s 14 | Rachid Ramzi                                                              | Golden Gala                                                  | Rome                 | 14 juillet 2006           |             |
| 5 000 m                 | 12 min 51 s 96 | Albert Rop                                                                | Meeting Herculis                                             | Monaco               | 19 juillet 2013           |             |
| 10 000 m                | 26 min 38 s 76 | Ahmad Hassan Abdullah                                                     | Mémorial Van Damme                                           | Bruxelles            | 5 septembre 2003          |             |
| 10 km                   | 26 min 54 s | Birhanu Balew                                                             | Road to Records 2025                                         | Herzogenaurach       | 25 avril 2025             | [ 3 ]       |
| Semi-marathon           | 58 min 40 s | Abraham Cheroben                                                          | Semi-marathon de Copenhague                                  | Copenhague           | 17 septembre 2017         | [ 4 ]       |
| Marathon                | 2 h 4 min 43 | El Hassan el-Abbassi                                                      | Marathon de Valence                                          | Valence              | 2 décembre 2018           | [ 5 ]       |
| 110 m haies             | 12 s 88 (+1,1 m/s) | Liu Xiang                                                                 | Athletissima                                                 | Lausanne             | 11 juillet 2006           |             |
| 400 m haies             | 46 s 98 | Abderrahman Samba                                                         | Meeting de Paris                                             | Paris                | 30 juin 2018              | [ 6 ]       |
| 3 000 m steeple         | 7 min 53 s 63 | Saif Saaeed Shaheen                                                       | Mémorial Van Damme                                           | Bruxelles            | 3 septembre 2004          |             |
| Saut en hauteur         | 2,43 m | Mutaz Essa Barshim                                                        | Mémorial Van Damme                                           | Bruxelles            | 5 septembre 2014          |             |
| Saut à la perche        | 6,00 m | Ernest Obiena                                                             | Sparebanken Vest Bergen Jump Challenge Championnats du monde | Bergen Budapest      | 10 juin 2023 26 août 2023 | [ 7 ] [ 8 ] |
| Saut en longueur        | 8,48 m (+0,6 m/s) | Mohamed Salman al-Khuwalidi                                               |                                                              | Sotteville-lès-Rouen | 2 juillet 2006            |             |
| Triple saut             | 17,59 m | Li Yanxi                                                                  | Jeux nationaux de Chine                                      | Jinan                | 26 octobre 2009           | [ 9 ]       |
| Lancer du poids         | 21,80 m | Mohamed Daouda Tolo                                                       | Meeting de Madrid                                            | Madrid               | 21 juin 2024              | [ 10 ]      |
| Lancer du disque        | 69,32 m | Ehsan Hadadi                                                              |                                                              | Tallinn              | 3 juin 2008               |             |
| Lancer du marteau       | 84,86 m | Kōji Murofushi                                                            |                                                              | Prague               | 29 juin 2003              |             |
| Lancer du javelot       | 92,97 m | Arshad Nadeem                                                             | Jeux olympiques                                              | Saint-Denis          | 8 août 2024               | [ 11 ]      |
| Décathlon               | 8 725 pts | Dmitriy Karpov                                                            | Jeux olympiques                                              | Athènes              | 23–24 août 2004           | [ 12 ]      |
| Décathlon               | 10 s 50 (+2,2 m/s) (100 m), 7,81 m (-0,9 m/s) (longueur), 15.93 m (poids), 2,09 m (hauteur), 46 s 81 (400 m) / 13 s 97 (+1,5 m/s) (110 m haies), 51,65 m (disque), 4,60 m (perche), 55,54 m (javelot), 4 min 38 s 11 (1 500 m) |                                                                           |                                                              |                      |                           |             |
| 20 km marche (route)    | 1 h 16 min 10 s (WR) | Toshikazu Yamanishi                                                       | Championnats du Japon de marche                              | Kobe                 | 16 février 2025           | [ 13 ]      |
| 20 000 m marche (piste) | 1 h 18 min 3 s 3 | Bo Lingtang                                                               | Championnats de Chine                                        | Pékin                | 7 avril 1994              |             |
| 35 km marche (route)    | 2 h 21 min 47 s | Masatora Kawano                                                           |                                                              | Takahata             | 27 octobre 2024           | [ 14 ]      |
| 50 km marche (route)    | 3 h 36 min 06 | Yu Chaohong                                                               | Jeux nationaux de Chine                                      | Nankin               | 22 octobre 2005           | [ 15 ]      |
| 50 000 m marche (piste) | 3 h 48 min 13 s 7 | Zhao Yongsheng                                                            |                                                              | Fana                 | 7 mai 1994                |             |
| Relais 4 × 100 m        | 37 s 43 | Japon Shūhei Tada Kirara Shiraishi Yoshihide Kiryū Abdul Hakim Sani Brown | Championnats du monde                                        | Doha                 | 5 octobre 2019            | [ 16 ]      |
| Relais 4 × 200 m        | 1 min 20 s 83 | Shandong Chine Wang Shengjie Xie Yuqiang Zhang Yaorong Qiao Zhen          | Jeux nationaux de Chine                                      | Xi'an                | 23 septembre 2021         | [ 17 ]      |
| Relais 4 × 200 m        | 1 min 20 s 83 | Guangdong Chine Su Bingtian Zhang Ruixian Mo Youxue Yan Haibin            | Jeux nationaux de Chine                                      | Xi'an                | 23 septembre 2021         | [ 17 ]      |
| Relais 4 × 400 m        | 2 min 58 s 33 | Japon Yuki Joseph Nakajima Kaito Kawabata Fuga Sato Kentaro Sato          | Jeux olympiques                                              | Saint-Denis          | 8 août 2024               | [ 18 ]      |

### Femmes
| Discipline              | Performance | Athlète                                                       | Compétition                      | Lieu             | Date              | Réf.   |
| ----------------------- | --- | ------------------------------------------------------------- | -------------------------------- | ---------------- | ----------------- | ------ |
| 100 m                   | 10 s 79 | Li Xuemei                                                     | Jeux nationaux de Chine          | Shanghai         | 18 octobre 1997   | [ 15 ] |
| 200 m                   | 22 s 01 | Li Xuemei                                                     | Jeux nationaux de Chine          | Shanghai         | 22 octobre 1997   | [ 15 ] |
| 400 m                   | 48 s 14 | Salwa Eid Naser                                               | Championnats du monde            | Doha             | 3 octobre 2019    | [ 19 ] |
| 800 m                   | 1 min 55 s 54 | Liu Dong                                                      | Jeux nationaux de Chine          | Pékin            | 9 septembre 1993  | [ 15 ] |
| 1 500 m                 | 3 min 50 s 46 | Qu Yunxia                                                     | Jeux nationaux de Chine          | Pékin            | 11 septembre 1993 | [ 15 ] |
| 3 000 m                 | 8 min 06 s 11 | Wang Junxia                                                   | Jeux nationaux de Chine          | Pékin            | 13 septembre 1993 | [ 15 ] |
| 5 000 m                 | 14 min 28 s 09 | Jiang Bo                                                      | Jeux nationaux de Chine          | Shanghai         | 23 octobre 1997   | [ 15 ] |
| 10 000 m                | 29 min 31 s 78 | Wang Junxia                                                   | Jeux nationaux de Chine          | Pékin            | 8 septembre 1993  | [ 15 ] |
| 10 kilomètres           | 29 min 38 s | Kalkidan Gezahegne                                            | The Giants Geneva                | Genève           | 3 octobre 2021    | [ 20 ] |
| Semi-marathon           | 1 h 5 min 22 s | Violah Jepchumba                                              | Semi-marathon de Prague          | Prague           | 16 septembre 2017 |        |
| Marathon                | 2 h 18 min 59 | Honami Maeda                                                  | Marathon d'Osaka                 | Osaka            | 28 janvier 2024   | [ 21 ] |
| 100 m haies             | 12 s 44 (-0,8 m/s) | Olga Shishigina                                               | Spitzen Leichtathletik           | Lucerne          | 27 juin 1995      |        |
| 400 m haies             | 53 s 09 | Kemi Adekoya                                                  | Championnats du monde            | Budapest         | 24 août 2023      | [ 22 ] |
| 3 000 m steeple         | 8 min 44 s 39 | Winfred Yavi                                                  | Golden Gala                      | Rome             | 30 août 2024      | [ 23 ] |
| Saut en hauteur         | 2,00 m | Nadezhda Dubovitskaya                                         | Championnats du Kazakhstan       | Astana           | 8 juin 2021       |        |
| Saut à la perche        | 4,72 m | Li Ling                                                       | Shanghai Golden Grand Prix       | Shanghai         | 18 mai 2019       | [ 24 ] |
| Saut en longueur        | 7,01 m (+1,4 m/s) | Yao Weili                                                     | Championnats de Chine            | Jinan            | 5 juin 1993       | [ 15 ] |
| Triple saut             | 15,25 m (+1,7 m/s) | Olga Rypakova                                                 | Coupe continentale               | Split            | 4 septembre 2009  |        |
| Lancer du poids         | 21,76 m | Li Meisu                                                      |                                  | Shijiazhuang     | 23 avril 1988     |        |
| Lancer du disque        | 71,68 m | Xiao Yanling                                                  |                                  | Pékin            | 14 mars 1992      |        |
| Lancer du marteau       | 77,68 m | Wang Zheng                                                    |                                  | Chengdu          | 29 mars 2014      |        |
| Lancer du javelot       | 67,98 m | Lü Huihui                                                     | Sélections chinoises             | Shenyang         | 2 août 2019       |        |
| Heptathlon              | 6 942 pts | Ghada Shouaa                                                  | Hypo-Meeting                     | Götzis           | 25–26 mai 1996    |        |
| Heptathlon              | 13 s 78 (+0,3 m/s) (100 m haies), 1,87 m (hauteur), 15,64 m (poids), 23 s 78 (+0,6 m/s) (200 m) / 6,77 m (+0,6 m/s) (longueur), 54,74 m (javelot), 2 min 13 s 61 (800 m) |                                                               |                                  |                  |                   |        |
| 10 km marche (route)    | 41 min 16 | Wang Yan                                                      |                                  | Eisenhüttenstadt | 8 mai 1999        |        |
| 10 000 m marche (piste) | 41 min 37 s 9 | Gao Hongmiao                                                  |                                  | Pékin            | 7 avril 1994      |        |
| 20 km marche (route)    | 1 h 23 min 49 s (WR) | Yang Jiayu                                                    | Championnats hivernaux de marche | Huangshan        | 20 mars 2021      | [ 25 ] |
| 20 000 m marche (piste) | 1 h 29 min 32 s 4 | Song Hongjuan                                                 |                                  | Changsha         | 24 octobre 2003   |        |
| 35 km marche (route)    | 2 h 38 min 42 s | Liu Hong                                                      |                                  | Wajima           | 16 avril 2023     |        |
| 50 km marche (route)    | 3 h 59 min 15 s (WR) | Liu Hong                                                      |                                  | Huangshan        | 9 mars 2019       | [ 26 ] |
| Relais 4 × 100 m        | 42 s 23 | Équipe de Sichuan Xiao Lin Li Yali Liu Xiaomei Li Xuemei      | Jeux nationaux de Chine          | Shanghai         | 23 octobre 1997   | [ 15 ] |
| Relais 4 × 200 m        | 1 min 32 s 76 | Chine Liang Xiaojing Wei Yongli Kong Lingwei Ge Manqi         | Relais mondiaux de l'IAAF        | Yokohama         | 12 mai 2019       | [ 27 ] |
| Relais 4 × 400 m        | 3 min 24 s 28 | Équipe de Hebei An Xiaohong Bai Xiaoyun Cao Chunying Ma Yuqin | Jeux nationaux de Chine          | Pékin            | 13 septembre 1993 | [ 15 ] |

### Mixte
| Discipline | Performance   | Athlète                                                                   | Compétition           | Lieu | Date              | Réf. |
| ---------- | ------------- | ------------------------------------------------------------------------- | --------------------- | ---- | ----------------- | ---- |
| 4 × 400 m  | 3 min 11 s 82 | Bahreïn Musa Isah Aminat Yusuf Jamal Salwa Eid Naser Abbas Abubakar Abbas | Championnats du monde | Doha | 29 septembre 2019 |      |

## Records d'Asie en salle

### Hommes
| Discipline | Performance    | Athlète                                                                    | Date               | Compétition                           | Lieu            | Réf.   |
| --- | -------------- | -------------------------------------------------------------------------- | ------------------ | ------------------------------------- | --------------- | ------ |
| 50 m | 5 s 69+        | Gennadiy Chernovol                                                         | 24 février 2002    | Meeting Hauts-de-France Pas-de-Calais | Liévin          |        |
| 60 m | 6 s 42         | Su Bingtian                                                                | 3 mars 2018        | Championnats du monde en salle        | Birmingham      |        |
| 200 m | 20 s 63        | Kōji Itō                                                                   | 5 mars 1999        | Championnats du monde en salle        | Maebashi        |        |
| 400 m | 45 s 39        | Abdalelah Haroun                                                           | 19 février 2015    | XL Galan                              | Stockholm       |        |
| 800 m | 1 min 45 s 26  | Yusuf Saad Kamel                                                           | 9 mars 2008        | Championnats du monde en salle        | Valence         |        |
| 1 000 m | 2 min 17 s 06  | Belal Mansoor Ali                                                          | 24 février 2008    | Indoor Flanders Meeting               | Gand            |        |
| 1 500 m | 3 min 36 s 28  | Belal Mansoor Ali                                                          | 20 février 2007    | GE Galan                              | Stockholm       |        |
| Mile | 3 min 54 s 72  | Kieran Tuntivate                                                           | 14 février 2025    | Valentine Invitational                | Boston          |        |
| 3 000 m | 7 min 31 s 77  | Birhanu Balew                                                              | 17 février 2022    | Meeting Hauts-de-France Pas-de-Calais | Liévin          | [ 28 ] |
| 5 000 m | 12 min 59 s 77 | Gulveer Singh                                                              | 21 février 2025    | DMR Challenge                         | Boston          | [ 29 ] |
| 50 m haies | 6.44+          | Liu Xiang                                                                  | 28 février 2004    | Meeting Pas de Calais                 | Liévin          |        |
| 60 m haies | 7 s 41         | Liu Xiang                                                                  | 18 février 2012    | Aviva Indoor Grand Prix               | Birmingham      |        |
| Saut en hauteur | 2,41 m         | Mutaz Essa Barshim                                                         | 18 février 2015    | Athlone IT International Grand Prix   | Athlone         |        |
| Saut à la perche | 5,93 m         | Ernest John Obiena                                                         | 23 février 2024    | ISTAF Indoor                          | Berlin          | [ 30 ] |
| Saut en longueur | 8,27 m         | Su Xiongfeng                                                               | 11 mars 2010       | Nanjing Indoor Meeting                | Nanjing         |        |
| Triple saut | 17,41 m        | Dong Bin                                                                   | 29 février 2016    | National Indoor Grand Prix            | Nanjing         | [ 31 ] |
| Lancer du poids | 21,10 m        | Abdelrahman Mahmoud                                                        | 29 janvier 2021    |                                       | Homiel          | [ 32 ] |
| Heptathlon | 6 229 pts      | Dmitriy Karpov                                                             | 15–16 février 2008 |                                       | Tallinn         |        |
| 7 s 07 (60 m), 7,21 m (longueur), 16,23 m (poids), 2,07 m (hauteur) / 7 s 99 (60 m haies), 5,15 m (perche), 2 min 43 s 69 (1 000 m) |                |                                                                            |                    |                                       |                 |        |
| 5 000 m marche | 19 min 14 s 00 | Sergey Korepanov                                                           | 28 janvier 1995    |                                       | Karaganda       |        |
| Relais 4 x 200 m | 1 min 26 s 70  | Kazakhstan Vitaliy Zems Vladislav Grigoryev Vyacheslav Zems David Yefremov | 15 janvier 2018    | Championnats du Kazakhstan en salle   | Ust-Kamenogorsk | [ 33 ] |
| Relais 4 x 400 m | 3 min 5 s 90   | Japon Kazuhiro Takahashi Jun Osakada Masayoshi Kan Shunji Karube           | 6 mars 1999        | Championnats du monde en salle        | Maebashi        |        |

### Femmes
| Discipline       | Performance                                                                                      | Athlète                                                                                 | Compétition                           | Lieu       | Date            | Réf.   |
| ---------------- | ------------------------------------------------------------------------------------------------ | --------------------------------------------------------------------------------------- | ------------------------------------- | ---------- | --------------- | ------ |
| 50 m             | 6 s 31                                                                                           | Susanthika Jayasinghe                                                                   | Meeting Hauts-de-France Pas-de-Calais | Liévin     | 25 février 2001 |        |
| 60 m             | 7 s 09                                                                                           | Susanthika Jayasinghe                                                                   |                                       | Stuttgart  | 7 février 1999  |        |
| 200 m            | 22 s 99                                                                                          | Susanthika Jayasinghe                                                                   | Championnats du monde en salle        | Lisbonne   | 9 mars 2001     |        |
| 400 m            | 51 s 45                                                                                          | Kemi Adekoya                                                                            | Championnats du monde en salle        | Portland   | 19 mars 2016    | [ 34 ] |
| 800 m            | 2 min 0 s 78                                                                                     | Miho Sugimori                                                                           |                                       | Yokohama   | 22 février 2003 |        |
| 1 000 m          | 2 min 39 s 06                                                                                    | Nozomi Tanaka                                                                           |                                       | Boston     | 31 janvier 2025 |        |
| 1 500 m          | 3 min 59 s 79                                                                                    | Maryam Yusuf Jamal                                                                      | Championnats du monde en salle        | Valence    | 9 mars 2008     |        |
| Mile             | 4 min 24 s 71                                                                                    | Maryam Yusuf Jamal                                                                      | Birmingham Indoor Grand Prix          | Birmingham | 20 février 2010 |        |
| 3 000 m          | 8 min 33 s 52                                                                                    | Nozomi Tanaka                                                                           |                                       | New York   | 8 février 2025  |        |
| 5 000 m          | 14 min 51 s 26                                                                                   | Nozomi Tanaka                                                                           |                                       | Boston     | 15 février 2025 |        |
| 50 m haies       | 6 s 70                                                                                           | Olga Shishigina                                                                         |                                       | Budapest   | 5 février 1999  |        |
| 60 m haies       | 7 s 82                                                                                           | Olga Shishigina                                                                         | Meeting du Pas-de-Calais              | Liévin     | 21 février 1999 |        |
| Saut en hauteur  | 1,98 m                                                                                           | Svetlana Zalevskaya                                                                     |                                       | Samara     | 2 mars 1996     |        |
| Saut en hauteur  | 1,98 m                                                                                           | Nadezhda Dubovitskaya                                                                   | Championnats du monde en salle        | Belgrade   | 19 mars 2022    |        |
| Saut à la perche | 4,70 m                                                                                           | Li Ling                                                                                 | Championnats d'Asie en salle          | Doha       | 19 février 2016 | [ 35 ] |
| Saut en longueur | 6,82 m                                                                                           | Yang Juan                                                                               |                                       | Pékin      | 13 mars 1992    |        |
| Triple saut      | 15,14 m                                                                                          | Olga Rypakova                                                                           | Championnats du monde en salle        | Doha       | 13 mars 2010    |        |
| Lancer du poids  | 21,10 m                                                                                          | Sui Xinmei                                                                              |                                       | Pékin      | 3 mars 1990     |        |
| 4 × 200 m        | 1 min 36 s 40                                                                                    | Kazakhstan Anastasiya Tulapina Yulia Rakhmanova Aygerim Shynyzbekova Viktoriya Zyabkina | Championnats du Kazakhstan en salle   | Öskemen    | 11 février 2017 |        |
| 4 × 400 m        | 3 min 35 s 07                                                                                    | Bahreïn Salwa Eid Naser Maryam Yusuf Jamal Iman Essa Jasim Kemi Adekoya                 | Championnats d'Asie en salle          | Doha       | 21 février 2016 |        |
| Pentathlon       | 4 582 points                                                                                     | Olga Rypakova                                                                           | Championnats d'Asie en salle          | Pattaya    | 10 février 2006 |        |
| Pentathlon       | 8 s 92 (60 m haies), 1,74 m (hauteur), 12,62 m (poids), 6,04 m (longueur), 2 min 16 s 84 (800 m) |                                                                                         |                                       |            |                 |        |
| 3 000 m marche   | 12 min 42 s 65                                                                                   | Yuko Sato                                                                               |                                       | Osaka      | 11 février 1994 |        |